# Медовиця мала
Медови́ця мала (Myza celebensis) — вид горобцеподібних птахів родини медолюбових (Meliphagidae). Ендемік Індонезії.

## Опис
Малим медовицям притаманний статевий диморфізм. Самці досягають довжини 17 см і ваги 21 г, самиці менші. Голова і шия птаха сірі або оливково-коричневі, поцятковані темно-коричневими смужками. Дзьоб темний, довгий, вингутий на кінці донизу, навколо темних очей є ділянки голої темної шкіри. Спина, крила і хвіст коричневі, поцятковані темно-коричневими смужками, нижня частина тілда коричнева, смужки на ній менш виражені. Забарвлення представників підвиду M. c. meridionalis має сірий відтінок.

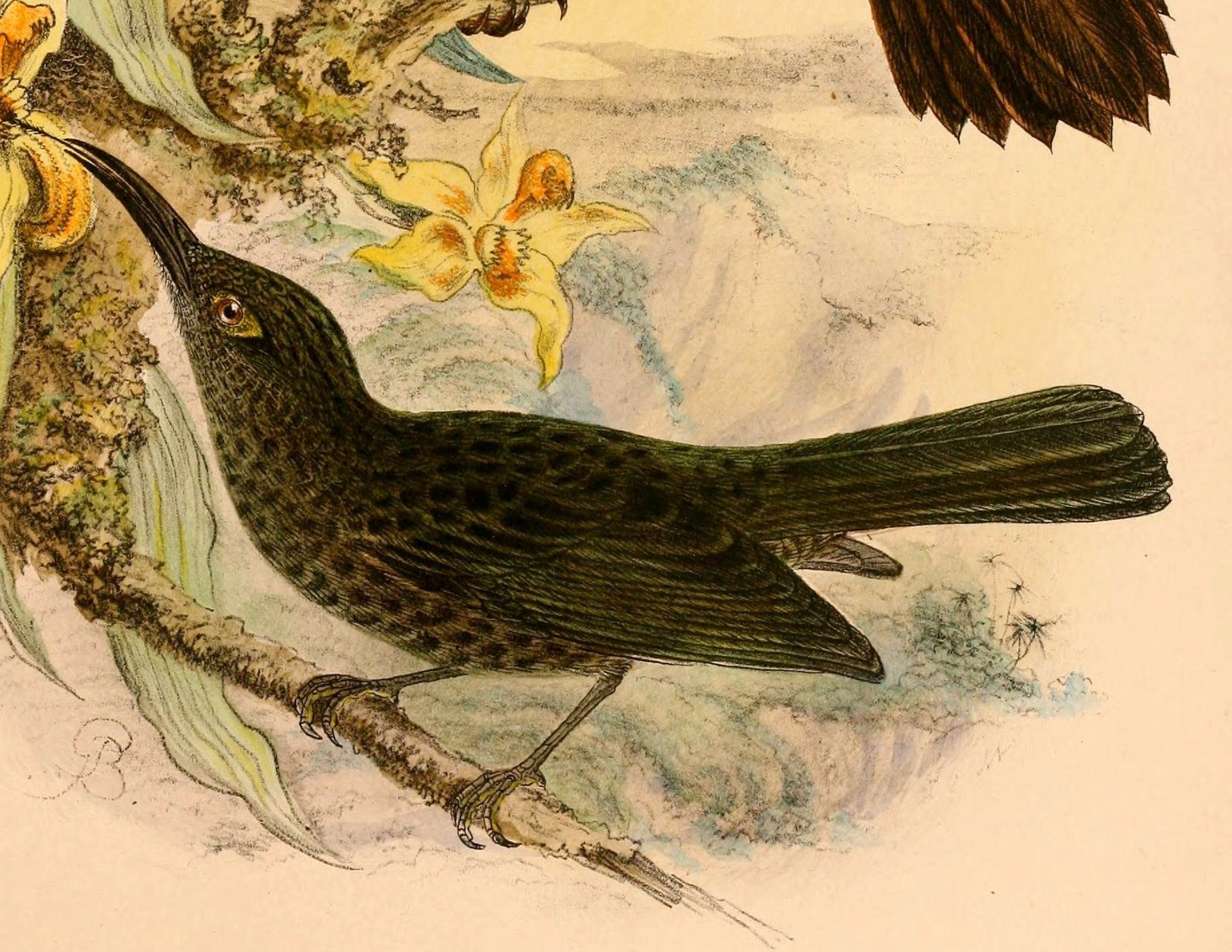
Мала медовиця (підвид M. c. celebensis)

## Підвиди
Виділяють два підвиди:
- M. c. celebensis (Meyer, AB & Wiglesworth, 1894) — північ, центр і південний схід Сулавесі;
- M. c. meridionalis (Meyer, AB & Wiglesworth, 1896) — південь Сулавесі.

## Поширення і екологія
Малі медовиці є ендеміками Сулавесі. Вони живуть в гірських тропічних лісах, на висоті від 900 до 1800 м над рівнем моря на півночі та на висоті до 2500 м над рівнем моря на півдні. Живляться нектаром.